# Staňkovice (ort i Tjeckien, Ústí nad Labem)
Staňkovice är en ort i Tjeckien.   Den ligger i regionen Ústí nad Labem, i den nordvästra delen av landet, 70 km väster om huvudstaden Prag. Staňkovice ligger 203 meter över havet och antalet invånare är 874.
Terrängen runt Staňkovice är huvudsakligen platt. Staňkovice ligger nere i en dal som går i öst-västlig riktning. Runt Staňkovice är det ganska glesbefolkat, med 34 invånare per kvadratkilometer. Närmaste större samhälle är Most, 17,6 km norr om Staňkovice. Trakten runt Staňkovice består till största delen av jordbruksmark.